# Château de la Voulte-sur-Rhône
Ne doit pas être confondu avec Château de la Voulte.
Le château de La Voulte-sur-Rhône est un Château de style Renaissance du XIVe siècle, situé à La Voulte-sur-Rhône dans le département de l'Ardèche, dans la région Auvergne-Rhône-Alpes en France.

## Historique
Fortement abîmé lors de la Seconde Guerre mondiale, le château de La Voulte-sur-Rhône fut construit sur un rocher dominant la vallée du Rhône et l'entrée de la vallée de l'Eyrieux.

## Protections
La chapelle, dite des princes, fait l’objet d’un classement au titre des monuments historiques depuis le 16 août 1923.
Le château fait l’objet d’une inscription au titre des monuments historiques depuis le 31 mai 1927.